# Дачное (Межевский район)
Дачное (укр. Дачне) — село,
Новопавловский сельский совет,
Межевский район,
Днепропетровская область,
Украина.
Код КОАТУУ — 1222685502. Население по переписи 2001 года составляло 109 человек.

## История
7 июля 2025, в ходе боёв на новопавловском направлении, был оккупирован российскими войсками в ходе вторжения России на Украину.
Является первый населённый пунктом Днепропетровской области который был захвачен российскими войсками.

## Географическое положение
Село Дачное находится на правом берегу реки Волчья,
выше по течению на расстоянии в 1 км расположено село Новоукраинка (Великоновосёлковский район),
ниже по течению на расстоянии в 6 км расположено село Филия.
Рядом проходит автомобильная дорога Т-0428.